# Mathias Belka
Mathias Belka (Cottbus, 15 de juny de 1986) és un ciclista alemany que va competir de 2008 al 2012.

## Palmarès
- 2009
  - 1r a la Copa dels Carpats